# Hospital Universitario de Jerez de la Frontera
El Hospital Universitario de Jerez de la Frontera es un hospital situado en Jerez de la Frontera, en España. Atiende a los habitantes de la ciudad y además sirve como hospital mayor del distrito sanitario Jerez-Costa Noroeste. El hospital adquirió su carácter universitario en 2018.
Desde hace tiempo existe la reivindicación de la ampliación del actual complejo hospitalario, o la creación de un segundo hospital, ya que actualmente están adscritos 403.500 habitantes de Jerez, la Sierra y la Costa Noroeste;es decir, un solo hospital para el 32% de la población de la provincia.

## Historia
El Hospital Universitario de Jerez se fundó en 1968 bajo el nombre de Residencia General Primo de Rivera, siendo el primer hospital de la provincia. Anteriormente, los servicios hospitalarios se ofrecían en el Hospital Municipal de Santa Isabel, actualmente Instituto de Enseñanza Secundaria.

## Especialidades
- Áreas Médicas:[7]
  - Alergología
  - Cardiología
  - Cuidados Paliativos
  - Digestivo
  - Dietética
  - Endocrinología y Nutrición
  - Hematología Clínica
  - Hospital de Día Oncohematológico
  - Infecciosas
  - Medicina Interna
  - Nefrología
  - Neumología
  - Neurología
  - Oncología Médica
  - Psiquiatría
  - Rehabilitación y Fisioterapia
  - Reumatología

- Área Pediátrica
  - Pediatría
  - Neonatología
  - UCI Neonatal
  - Urgencia Pediátrica

- Área Quirúrgica
  - Anestesia y Reanimación
  - Cirugía General
  - Cirugía Plástica
  - Cirugía Vascular
  - Dermatología
  - Ginecología y Obstetricia
  - Hospital de Día Quirúrgico
  - Oftalmología
  - Otorrinolaringología
  - Traumatología
  - Urología

- Área Diagnóstica
  - Anatomía Patológica
  - Diagnóstico por Imagen
  - Laboratorio de Bioquímica

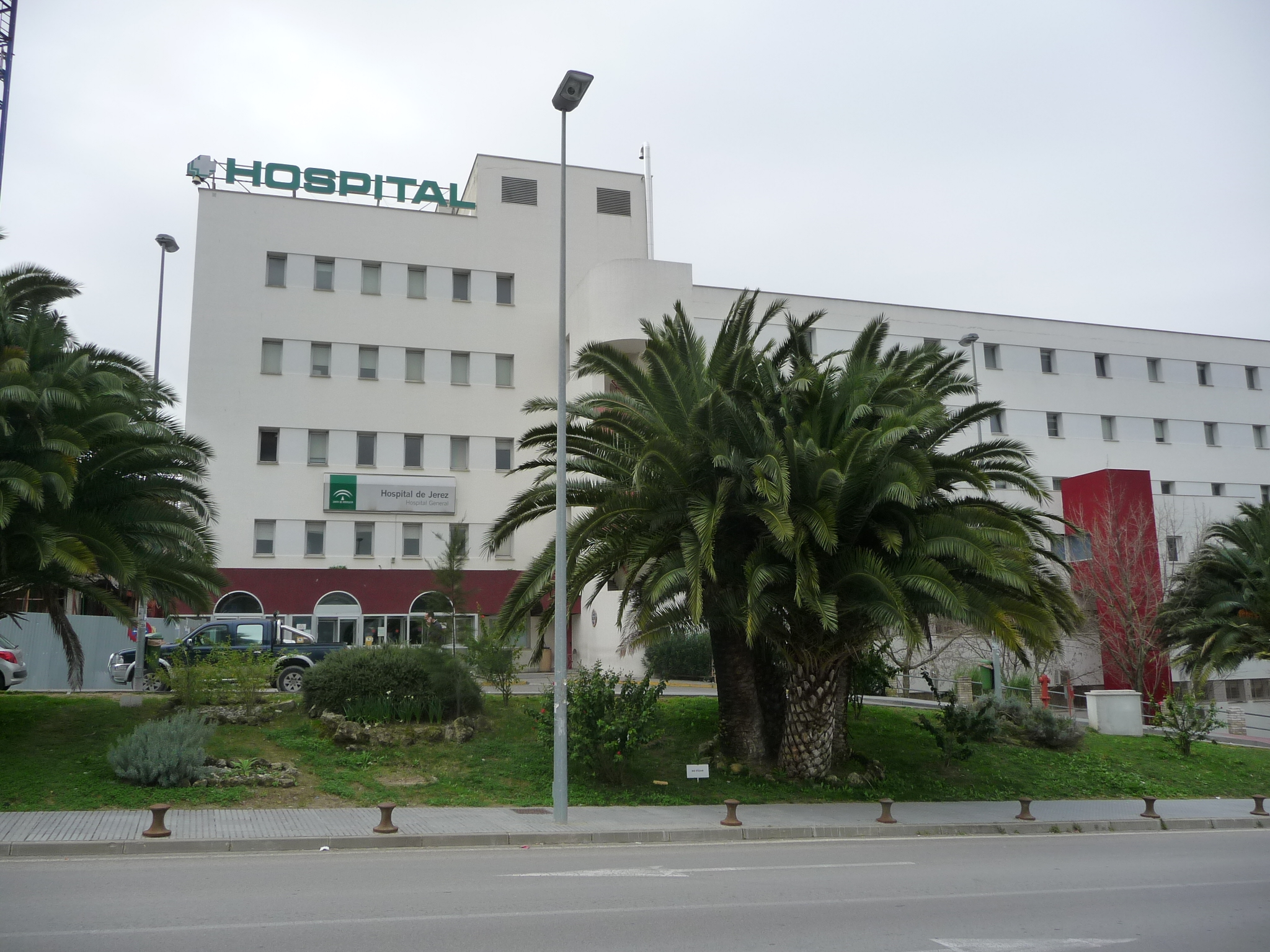
Entrada principal

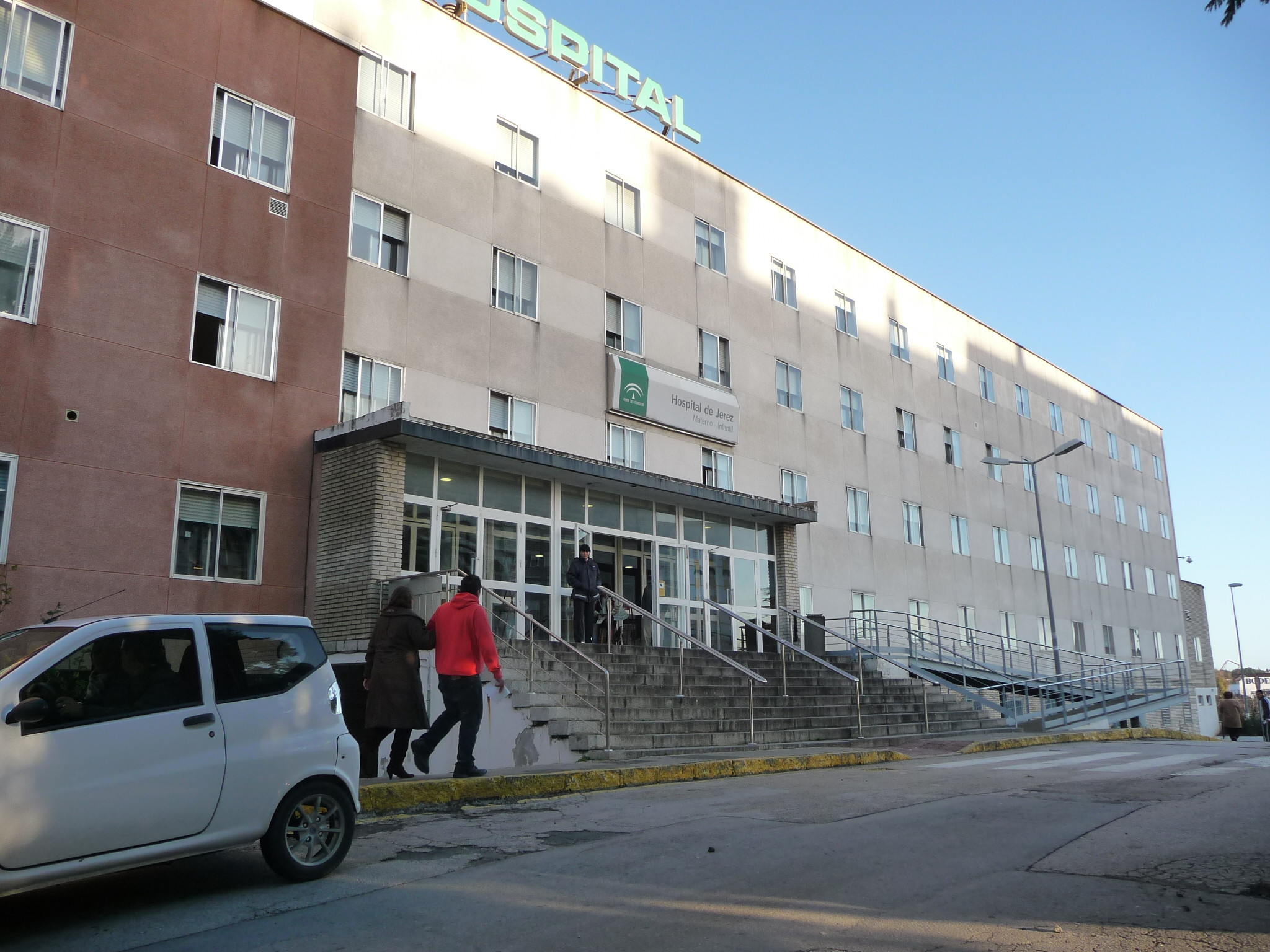
Entrada materno-infantil

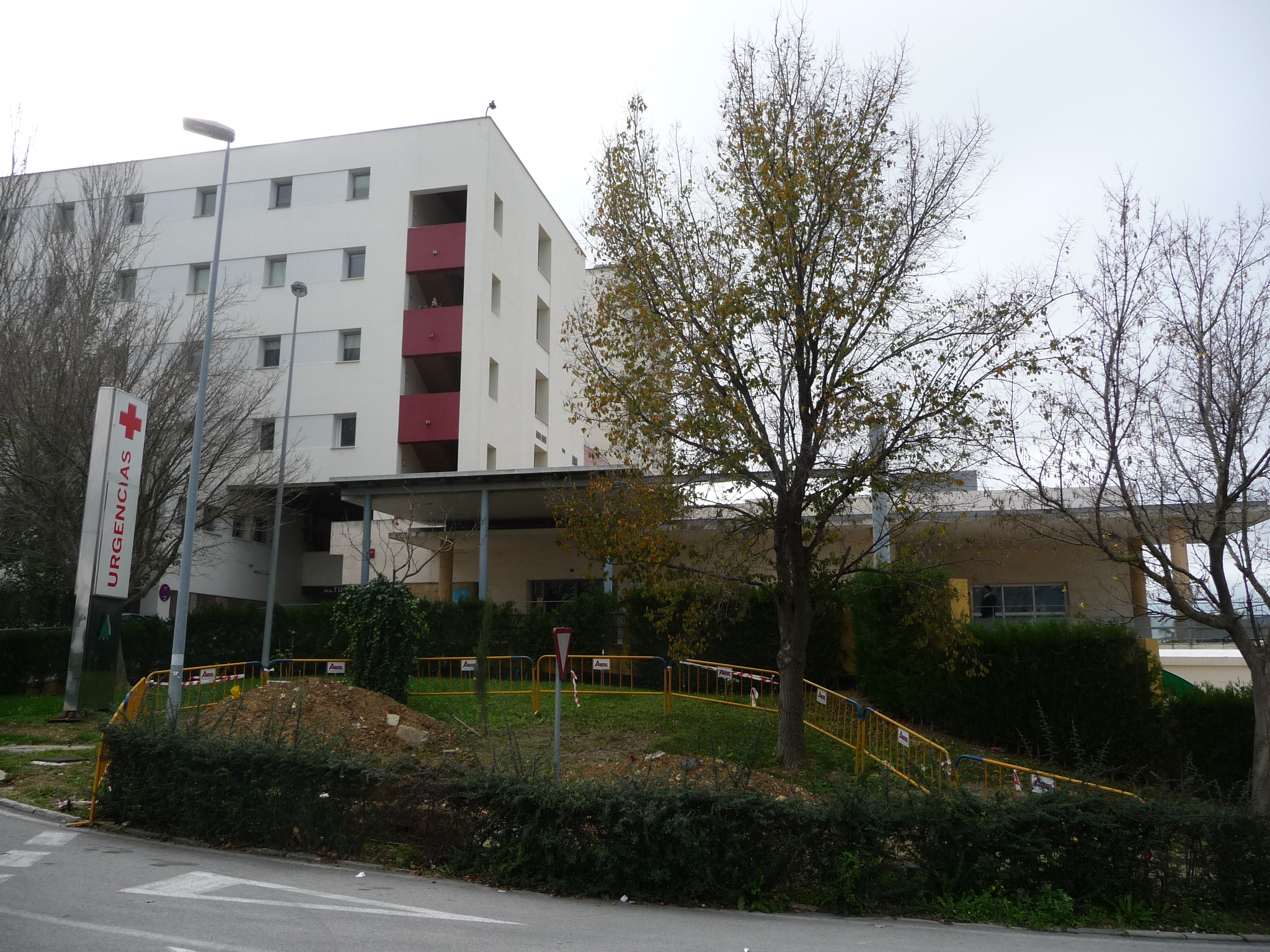
Urgencias

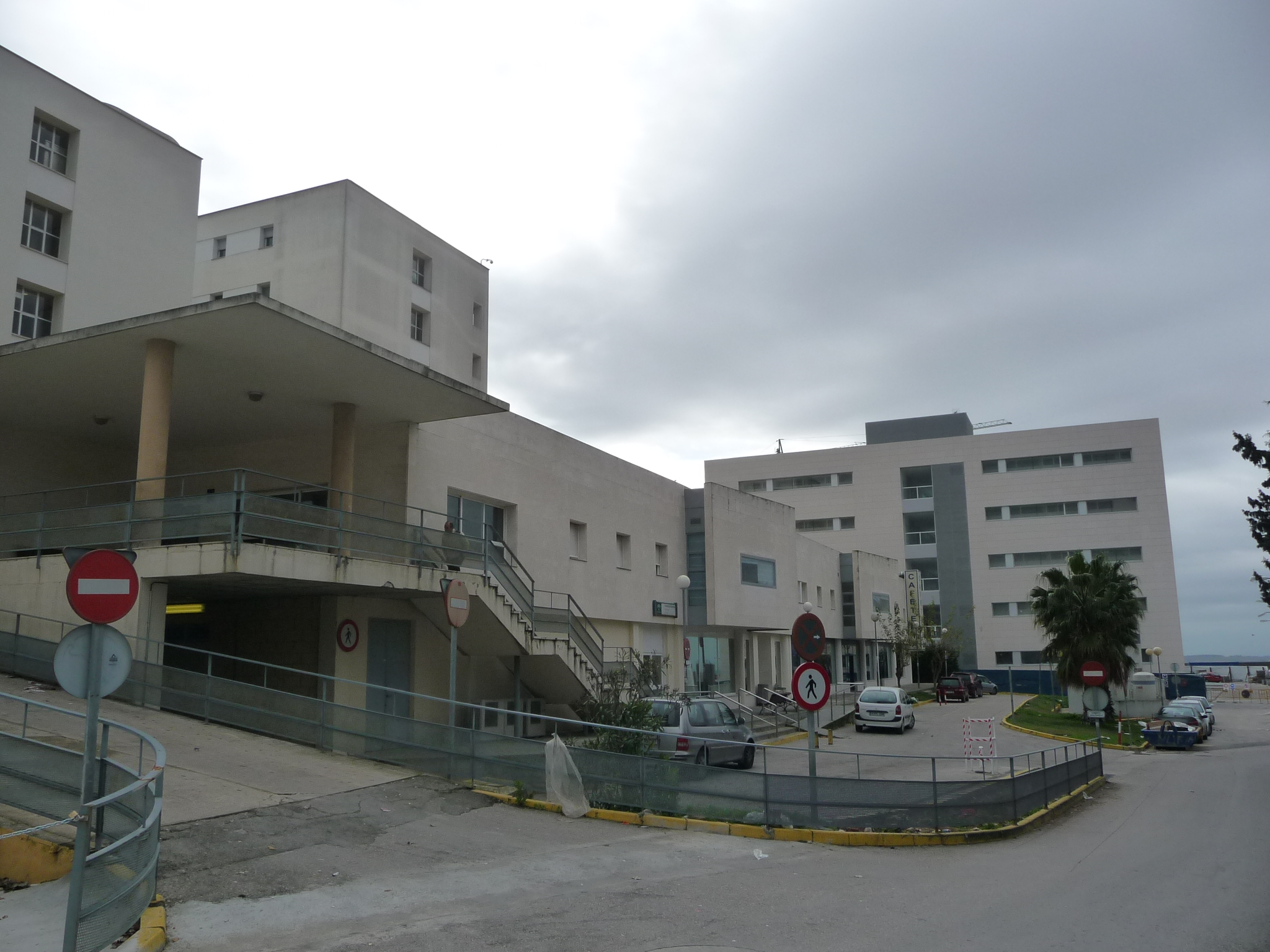
Edificio de Consultas Externas

  - Laboratorio de Hematología e Inmunología
  - Laboratorio de Microbiología
  - Neurofisiología